# محمد محمود ناصر
محمد محمود ناصر (6 فبراير 1946م التواهي – 21 أبريل 2020 القاهرة) هو محام ونقيب المحامين ووزير سابق للعدل لجمهورية اليمن الديمقراطية الشعبية.

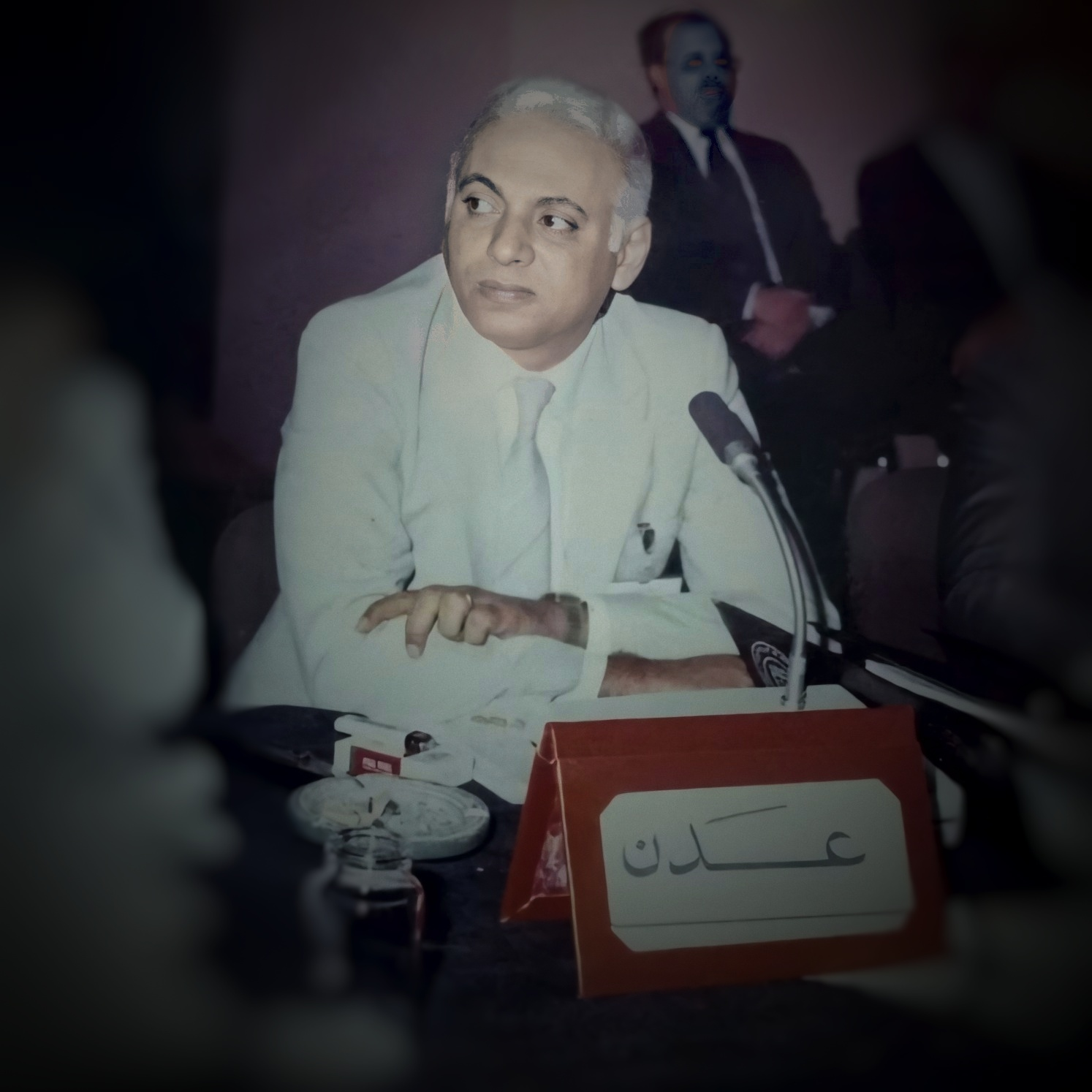
المحامي محمد محمود ناصر

## سيرة
تلقى تعليمه في عدن بدءاً من ابتدائية بندر جديد في التواهي والتحق عام 1964م بجامعة بغداد لدراسة الحقوق وتخرج بدرجة البكالوريوس عام 1968م.
عند عودته من العراق التحق بمكتب المدعي العام وتحول بعد فترة قصيرة إلى وزارة الدفاع مديراً لإدارة القضاء العسكري، وبعد ذلك عين مستشاراً قانونياً لوزارة الدفاع في عام 1971م حيث ساهم في إعداد اللوائح المنظمة لوزارة الدفاع والأسلحة والقوى التابعة لها وذلك بالتعاون مع الضابط السوري اللواء زهير غزال، المستشار القانوني بوزارة الدفاع السورية، حيث قام محمد محمود ناصر بتنظيم الوزارة وكافة القوى والأسلحة التابعة لها، وبعد ذلك صدر قرار بتعيينه للعمل رئيساً للجنة التراخيص بميناء عدن لخدمة وتموين البواخر، وانتقل بعد ذلك إلى المحكمة العليا للجمهورية مسجلاً عاماً، ثم مديراً للدائرة القانونية بوزارة الاقتصاد والصناعة ومن تم عين مستشار قانونياً لطيران اليمن الديمقراطي (اليمدا)، وعين بعد ذلك مستشاراً لوزارة العدل وبعدها مباشرة عين مديراً للدائرة القانونية في وزارة النقل والمواصلات.
وفي منتصف منتصف السبعينات عُين مديراً عاماً لشركة التجارة الداخلية ثم بعد ذلك عين في مجلس الوزراء مدير الإدارة القانونية ومستشاراً لرئيس الوزراء، وبعد ذلك عين نائباً لوزير الإسكان تم عين رئيساً لمحكمة الشعب العليا للجمهورية.
قدم المحامي محمد محمود ناصر استقالته من الخدمة العامة وفتح مكتباً للمحاماة واختير في أبريل 1982م نقيباً للمحامين في جمهورية اليمن الديمقراطية الشعبية، ليُعين بعد ذلك وزيراً للعدل الجمهورية اليمنية الديمقراطية.[بحاجة لمصدر]
منح وسام المحامي العربي وشهادة تقديرية تسلمها من عبد الحليم خدام، نائب رئيس الجمهورية السورية في ديسمبر 1994م.

## الحياة الشخصية
لديه اربعة ابناء وهم:
- أوسان – طبيب
- بسام – مستشار قانوني ومحامي
- وسام – مهندس تخصص كهرباء
- سوزان – طبيبة

## الوفاة
توفي ناصر في 21 أبريل 2020م في أحد المستشفيات في القاهرة بمصر بعد . وعزاه رئيس الجمهورية، عبد ربه منصور هادي، مُشيرا «إلى مكانة الفقيد الوطنية والاجتماعية وكفاءته العملية التي جسدها خلال مشوار حياته في مختلف المواقع القيادية التي شغلها».